# Vezdekhod
O Vezdekhod (em russo: Вездеход) foi o primeiro tanque desenvolvido pelo Império Russo. Em russo a palavra Vezdekhod significa "aquele que vai a todo lugar" ou "veículo terrestre". Mas o Vezdekhod não chegou a ser produzido, devido a problemas no projeto, desenvolvido por Aleksandr Porokhovschikov.